# Шапихи
Шапихи (укр. Шапіхи) — село в Козелецком районе Черниговской области Украины. Население 44 человека. Занимает площадь 0,229 км².
Код КОАТУУ: 7422085006. Почтовый индекс: 17052. Телефонный код: +380 4646.

## Власть
Орган местного самоуправления — Лемешовский сельский совет. Почтовый адрес: 17052, Черниговская обл., Козелецкий р-н, с. Лемеши, ул. Разумовских, 2а.